# Laura de Boer

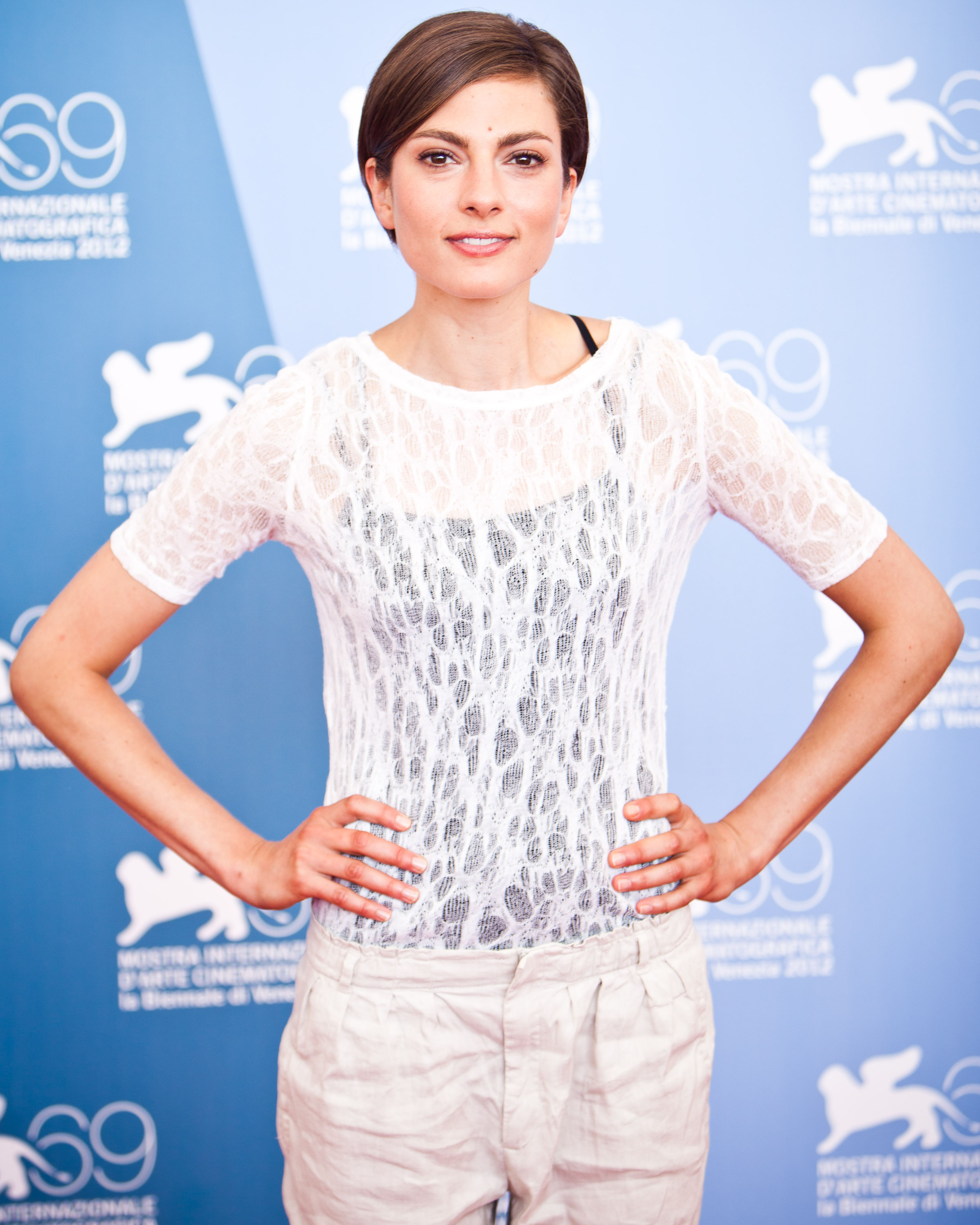
Laura de Boer, 2012

Laura de Boer (anhörenⓘ * 26. Februar 1983 in Amsterdam) ist eine niederländische Schauspielerin. Sie tritt seit 2007 vor allem in Fernsehproduktionen auf.

## Theater
De Boer besuchte nach der Hauptschule die Schauspielschule in Arnheim, wo sie 2006 ihren Abschluss machte. Sie arbeitete als Theaterschauspielerin bei den Theatergesellschaften Oostpool, Els Inc, Theater EA und im Den Haager Staatstheater „Het Nationale Theater“ (HNT) sowie bei der Jugendtheatergruppe Huis aan de Amstel. Als Letztere mit Amsterdamer Toneelmakerij verschmolz, blieb De Boer weiterhin bei der Gesellschaft und spielte die Rolle von Anne Frank in dem Kinderstück Anne und Zef (von Ad de Bont) und die weibliche Hauptrolle in Bonnie und Clyde.

## Film und Fernsehen
De Boer spielte in dem Film Tiramisu (Regie und Drehbuch Paula van der Oest) und im Fernsehspiel „Julia’s hart“ (Regie: Peter de Baan). Im niederländischen Fernsehen hatte sie öfter Gastrollen, beispielsweise in der Anwaltserie „Keyzer & De Boer Advocaten“. In „Bloedverwanten“ (Blutsverwandte) übernahm sie die Nebenrolle der Rosa (erste Staffel). Sie nimmt auch regelmäßig an dem Improvisationstheater „De vloer“ (Der Fußboden) teil.
Sehr oft tritt sie in ausländischen Produktionen auf, bevorzugt in Deutschland, u. a. SOKO Stuttgart (Gastrolle), Mute (deutsch-britischer dystopischer Thriller) oder „Ku’damm 59“ (Hauptrolle).

## Filmografie (Auswahl)
- 2008: Tiramisu
- 2009: Julia’s hart
- 2010: Der Nobel-Preisträger
- 2011: SOKO Stuttgart
- 2011: Löwenzahn (Fernsehsendung)
- 2012: Du hast es versprochen
- 2014: Die Pilgerin
- 2014: Immer wieder anders
- 2014: Marry Me – Aber bitte auf Indisch
- 2015: Cord
- 2016: Die Pfeiler der Macht
- 2016: The Tunnel – Mord kennt keine Grenzen (zweite Staffel)
- 2017: Der Tod und das Mädchen – Van Leeuwens dritter Fall
- 2017: Keine zweite Chance
- 2018: Mute
- 2018: Ku’damm 59
- 2018: Die Protokollantin
- 2019: Brecht
- 2019: Ein starkes Team – Erntedank (Fernsehreihe)
- 2019: Winterherz – Tod in einer kalten Nacht
- 2020: Exit
- 2021: Stadtkomödie – Die Unschuldsvermutung (Fernsehreihe)
- 2021: Letzte Spur Berlin – Der Tod ist groß (Fernsehreihe)
- 2022: In Wahrheit: Unter Wasser (Fernsehreihe)
- 2023: Die Saat – Tödliche Macht (Fernsehsechsteiler)